# A Very Backstreet Christmas
A Very Backstreet Christmas é o décimo álbum de estúdio do grupo estadunidense Backstreet Boys e seu primeiro álbum de Natal. Foi lançado em 14 de outubro de 2022, composto por treze canções, sendo elas regravações de clássicos natalinos e três faixas inéditas. O álbum produziu os singles "Last Christmas" e "Christmas in New York", o qual o primeiro atingiu o topo da tabela musical estadunidense Billboard Adult Contemporary.
Comercialmente, o lançamento de A Very Backstreet Christmas realizou entradas no top 10 de cinco países, além de posicionar-se em número dezessete pela Billboard 200 e de atingir o topo da Billboard Top Holiday Albums.

## Antecedentes
Logo após lançar seu nono álbum de estúdio, DNA, em janeiro de 2019, o Backstreet Boys anunciou em 8 de abril do mesmo ano, que lançaria um álbum com temática natalina. Mais tarde, em uma aparição no programa de televisão Watch What Happens Live! em fevereiro de 2020, o grupo reafirmou o seu lançamento e comentou que estava em conversação com sua gravadora. No entanto, o início da produção do álbum foi adiada devido ao surto pela pandemia de COVID-19 e o projeto foi adiado para 2021.
Em março de 2021, com o adiamento de sua turnê mundial, a DNA World Tour (2019–2023), devido à pandemia de COVID-19, o Backstreet Boys começou a trabalhar na produção de seu primeiro álbum de Natal. Suas gravações iniciaram-se em 5 de maio de 2021. A seguir, em 12 de julho do mesmo ano, o grupo anunciou a realização de uma série de concertos de residência com temática natalina, em seu retorno a Las Vegas, Estados Unidos, com datas marcadas para novembro e dezembro de 2021, o qual acabou sendo cancelada devido à pandemia. Em 11 de agosto de 2021, Kevin Richardson anunciou que havia terminado de gravar os vocais para um "projeto ultrassecreto". A seguir, em 14 de agosto, Nick Carter revelou que eles haviam terminado de gravar o álbum e que haviam realizado uma sessão de fotos para sua respectiva capa. No entanto, devido à pandemia de COVID-19, o álbum não cumpriu o seu prazo de produção, obrigando-os a reagendar o seu lançamento para o fim do ano seguinte.

## Lançamento e composição
A Very Backstreet Christmas foi lançado em 14 de outubro de 2022, sendo composto por uma coleção de clássicos natalinos, mais a adição de três faixas inéditas: "Christmas in New York", "Together" e "Happy Days", totalizando treze canções. Howie Dorough comentou sobre as regravações, dizendo que as mesmas receberam o toque pessoal do grupo.
Uma edição especial do álbum, contendo a adição de duas faixas exclusivas, "Feliz Navidad" e "It's Christmas Time Again", foi lançada com exclusividade na rede de lojas estadunidense Target, totalizando quinze canções. Além disso, uma edição em vinil foi lançada de forma limitada no website oficial do Backstreet Boys.

## Singles
O primeiro single do álbum, "Last Christmas", uma regravação do grupo Wham!, foi lançado em 6 de setembro de 2022. A canção possui um vídeo musical correspondente dirigido por Bill Fishman, lançado em 1 de novembro. "Last Christmas" atingiu o topo da tabela estadunidense Billboard Adult Contemporary, na semana referente a 3 de dezembro de 2022, correspondente a 21 a 27 de novembro, tornando-se o terceiro single do Backstreet Boys a fazê-lo e o primeiro desde "I Want It That Way" (1999). O segundo single retirado do álbum, "Christmas in New York", foi lançado através de seu vídeo musical correspondente, dirigido por Jude Daniel Chacon e lançado em 6 de dezembro de 2022. A canção atingiu a posição de número dezenove pela Billboard Adult Contemporary, na semana referente a 3 de dezembro de 2022.

## Divulgação
A fim de promover A Very Backstreet Christmas, o Backstreet Boys lançou de 18 de novembro a 23 de dezembro de 2022, uma série de doze vídeos curtos sobre a produção do álbum. Além disso, o grupo participou de diversos eventos, realizando apresentações no J.C. Penney's Holiday Spectacular em 1 de dezembro de 2022 e iHeartRadio Jingle Balls em 9 de dezembro de 2022.

## Lista de faixas
| A Very Backstreet Christmas - edição padrão |                                          | |                                        |         |  |
| N.º                                         | Título                                   | Compositor(es)                                                                                         | Produtor(es)                           | Duração |  |
| 1.                                          | "White Christmas"                        | Irving Berlin                                                                                          | Tommy Brown Josh Conerly Travis Sayles | 2:46    |  |
| 2.                                          | "The Christmas Song"                     | Robert Wells Mel Tormé                                                                                 | Brown Conerly Sayles                   | 3:42    |  |
| 3.                                          | "Winter Wonderland"                      | Felix Bernard                                                                                          | Brown Tommy Parker Sayles              | 1:41    |  |
| 4.                                          | "Have Yourself a Merry Little Christmas" | Ralph Blane Hugh Martin                                                                                | Brown Conerly Sayles                   | 3:31    |  |
| 5.                                          | "Last Christmas"                         | George Michael                                                                                         | Brown Conerly Parker Sayles            | 3:46    |  |
| 6.                                          | "O Holy Night"                           | Placide Cappeau Adolphe Adam John Sullivan Dwight                                                      | Brown Sayles                           | 3:28    |  |
| 7.                                          | "This Christmas"                         | Donny E. Hathaway Nadine McKinnor                                                                      | Brown Conerly Sayles                   | 3:17    |  |
| 8.                                          | "Same Old Lang Syne"                     | Dan Fogelberg                                                                                          | Brown Sayles Shintaro Yasuda           | 4:26    |  |
| 9.                                          | "Silent Night"                           | Franz Xaver Gruber Joseph Mohr                                                                         | Brown Sayles                           | 2:43    |  |
| 10.                                         | "I'll Be Home for Christmas"             | Buck Ram Kim Gannon Walter Kent                                                                        | Brown Conerly Sayles                   | 3:05    |  |
| 11.                                         | "Christmas in New York"                  | Gary Baker Greg Barnhill Walt Aldridge                                                                 | Baker                                  | 4:33    |  |
| 12.                                         | "Together"                               | AJ McLean Brian Littrell Howie Dorough Kevin Richardson Nick Carter Darius Coleman Brown Parker Sayles | Brown Sayles                           | 3:23    |  |
| 13.                                         | "Happy Days"                             | McLean Littrell Dorough Richardson Carter Brown Sayles Taylor Hill                                     | Brown Sayles                           | 3:20    |  |
| Duração total:                              | Duração total:                           | Duração total:                                                                                         | Duração total:                         | 43:37   |  |

| A Very Backstreet Christmas - faixas bônus da edição Target & deluxe |                             |                                                 |                      |         |  |
| N.º                                                                  | Título                      | Compositor(es)                                  | Produtor(es)         | Duração |  |
| 14.                                                                  | "Feliz Navidad"             | José Feliciano                                  | Brown Conerly Sayles | 2:52    |  |
| 15.                                                                  | "It's Christmas Time Again" | Carter Dorough Mika Guillory Morgan Taylor Reid | Reid                 | 3:23    |  |
| Duração total:                                                       | Duração total:              | Duração total:                                  | Duração total:       | 49:53   |  |

## Desempenho nas tabelas musicais
O lançamento de A Very Backstreet Christmas realizou entradas nas tabela musicais de diversos países, nos Estados Unidos, o álbum estreou em seu pico de número dezessete pela Billboard 200, na semana referente a 29 de outubro de 2022. Pela Billboard Top Holiday Albums, A Very Backstreet Christmas estreou diretamente no topo da tabela ao obter 20.000 cópias vendidas, pela mesma semana de 29 de outubro. Na Alemanha, o álbum estreou em seu pico de número nove em 21 de outubro de 2022 pela Offizielle Top 100, na Áustria pela Ö3 Austria Top 40, posicionou-se em número dezenove em 25 de outubro de 2022. Na Itália, através da FIMI, A Very Backstreet Christmas, estreou em seu pico de número 88, na semana referente a 20 de outubro de 2022. Na Escócia, o álbum atingiu a posição de número 49 na semana referente a 21 a 27 de outubro de 2022. No Reino unido, o álbum estreou em seu pico de número 26 pela UK Albums Chart, na semana de 21 a 27 de outubro de 2022. Em suas tabelas componentes, A Very Backstreet Christmas atingiu a posição 28 pela UK Physical Albums, de número 36 pela UK Digital Albums e nove pela UK Independent Albums Chart, todas as posições relacionadas a semana de 21 a 27 de outubro de 2022.
A versão digital de A Very Backstreet Christmas no Japão, posicionou-se em seu pico de número 34 pela Oricon Digital Albums Chart, na semana de 10 a 16 de outubro de 2022. A seguir, com o seu lançamento em formato físico, alcançou a posição 38 pela tabela principal Oricon Albums Chart, ao obter vendas de  1,135 cópias durante a semana de 7 a 13 de novembro de 2022. Pela Billboard Japan, A Very Backstreet Christmas estreou em seu pico de número 51 pela Hot Albums, na semana de 16 de novembro de 2022. Em suas tabelas componentes, o álbum posicionou-se em número 36 pela Top Albums Sales na mesma semana e em 33 pela Download Albums na semana de 19 de outubro de 2022.
Na semana referente a 22 de outubro de 2022, A Very Backstreet Christmas, realizou entradas nos Países Baixos, o qual atingiu a posição de número seis pela MegaCharts e na Bélgica, onde atingiu as posições de número catorze e 58, respectivamente, pela Ultratop Flanders e Ultratop Wallonia. Na Espanha, através da Promusicae, o álbum estreou em seu pico de número 22 na semana referente a 23 de outubro de 2022, mesma data em que na Suíça, pela Schweizer Hitparade A Very Backstreet Christmas posicionou-se em número treze. No Canadá, pela Billboard Canadian Albums, o álbum se estabeleceu em número cinco na semana de 29 de outubro de 2022.

### Posições semanais
| Tabela musical (2022)              | Melhor posição |
| ---------------------------------- | -------------- |
| Alemanha - Offizielle Top 100      | 9              |
| Áustria - Ö3 Austria Top 40        | 19             |
| Bélgica - Ultratop Flandres        | 14             |
| Bélgica - Ultratop Wallonia        | 58             |
| Canadá - Billboard Canadian Albums | 5              |
| Escócia - OCC Scottish Albums      | 49             |
| Espanha - Promusicae               | 22             |
| Estados Unidos - Billboard 200     | 17             |
| Itália - FIMI                      | 88             |
| Japão - Oricon Albums Chart        | 38             |
| Japão - Billboard Japan Hot Albums | 51             |
| Países Baixos - MegaCharts         | 6              |
| Portugal - AFP                     | 8              |
| Reino Unido - OCC UK Albums Chart  | 26             |
| Suíça - Schweizer Hitparade        | 13             |

## Histórico de lançamento
| Região         | Data                  | Formato                       | Edição        | Gravadora      | Ref.   |
| -------------- | --------------------- | ----------------------------- | ------------- | -------------- | ------ |
| Mundo          | 14 de outubro de 2022 | CD download digital streaming | Padrão        | K-Bahn BMG WMG | [ 43 ] |
| Estados Unidos | 14 de outubro de 2022 | CD download digital streaming | Padrão deluxe | K-Bahn BMG     | [ 44 ] |
| Japão          | 9 de novembro de 2022 | CD                            | Padrão        | WMG            | [ 45 ] |
| Estados Unidos | 2 de dezembro de 2022 | Vinil                         | Padrão        | K-Bahn BMG     | [ 46 ] |